# Ибрагим-хаджи из Урады
Ибрагим-хаджи Урадинский, в Дагестане был известен ещё как Ибрагим-хаджи ал-Уради или Ибрагим-хаджи ал- Гидатли, в литературе исламского мира его называли Саид Аварский, а турецкие источники называют Ибрагима-хаджи Султан Дагистани. Является прапрадедом имама Дагестана Газимагомеда.
Он родился 20 декабря 1701 года, умер в 1770 году. Выдающийся религиозный деятель, политический и общественный лидер Дагестана. Один из главных организаторов и руководителей Дагестана в войне против Надир-шаха в 1741—1743 годах, в которой последний потерпел разгромное поражение, несмотря на значительно превосходящие силы и вооружение.
Это яркий пример «универсального человека». Первый и единственный дагестанец занимавший пост ректора сирийского университета в течение 3-х лет. А также он был шейхом соборной мечети Аль-Азхар в Дамаске. Встречался и дружил с учеными Мекки, Басры и Дамаска. В сирийском городе Алеппо был признан выдающимся алимом, мударрисом и избран на должность назначающего кадиев города Алеппо. «Ибрагима Урадинского называли одним из образованнейших людей своего времени» . Один из первых энциклопедистов Дагестана.
Кроме политической и общественной жизни Ибрагим-хаджи сочинял стихи, был филологом, математиком, юристом . Внес большой вклад в развитие мусульманского права и шариата. Известный ученый Аббас-Кули Бакиханов (1794—1846) в «Гюлистан — и Ирам» называет имена шести самых видных дагестанских ученых : « В Дагестане же, где преимущественно господствует арабский язык, отличались своей ученостью Мухаммад ал-Кудуки,Ибрагим ал-Уради,Абубакар ал-Аймаки, Йусуф ал-Гумуки, Дауд ал-Усиши, Саид аш-Шинази»
Историк РАН А. Р. Шихсаидов пишет про него, что «он вошел в историю, как выдающееся явление общественно-политической и интеллектуальной жизни дагестанского общества».

## Биография
Ибрагим-хаджи родился в сел. Урада Гидатлинского общества 20.12.1701 года в семье 1-го кадия Гидатля (с 1698 по 1735 год), человека широких знаний, известного ученого, знатока Шариата, мусульманского права и арабской литературы, основателя и руководителя медресе Мух!амад-хаджи из Урады. Определённый период Мух!амад-хаджи учился в Каире. Таким образом, именно отец начал прививать Ибрагиму-хаджи любовь к знаниям и до 18 лет он получал образование в родном селе, в основном в мадраса у отца.
Но Ибрагим-хаджи, будучи жадным к знаниям и по натуре исследователем, стремившимся к открытию нового, отличавшийся серьёзным умом, решил расширить и углубить свои знания за пределами родного села и отправился постигать науки к крупным ученым Дагестана, таким как Али ал-Аргвани и ведущим специалистам Ближнего Востока. Ибрагим-хаджи также получает образование в странах Востока. «Он много путешествовал, совершал хадж и умру, встречался со многими выдающимися людьми своего времени, учился у них. Особенно часто он встречался в высокочтимой Мекке с почтенным шейхом Саидом ал-Макки, шейхом и ученым ал-Газзи, шафиистским муфтием в Дамаске ал-Бухари, шейхом Абдаллахом ал-Басри и другими. Между ними происходили беседы и дискуссии». Более того, участвует в диспутах по мусульманскому праву, языкознанию и образованию, которые устраивают эти ученые, воспринимая его, как равного себе. Знания и авторитет Ибрагима-хаджи были настолько высоки, что его выбрали руководителем Дамасского университета «Аль-Азхар» и 3 года он занимал этот пост. А в 1762 г. становится шейхом мечети Аль-Азхар.
В небольшой рукописи карманного формата, принадлежавшей Ибрагим-хаджи ал-Уради имеются памятные записи, сделанные им, во время поездки в хадж. На листе 143 данной рукописи он пишет; «что побывал на Ближнем Востоке, в т.ч. и в хадже, трижды, прибыв туда в 1731, 1743 и 1761 гг. Перевод записи: «В первый раз бедный раб, сын хаджи ал-Уради дошел до Шама в начале месяца рамадан 1143 г. (с 9.03.1731). Второй раз дошел (прибыл) 14-го числа месяца рамадан 1156 г. (1.11.1743 г.). В третий раз дошел [до Шама] по дороге в Миср в сторону Бадра в первые дни месяца зуль-хиджа 1174 г. (с 4.07.1761 г.) от хиджры пророка, да благословит его Аллах и приветствует. О Аллах! Прими от нас, воистину ты Всевидящий, Всезнающий». В конце весны 1761 г. Ибрагим-хаджи пребывал в Египте, где приобрел рукопись «Минхадж…» средневекового автора ан-Навави и оставил соответствующую запись.
Позже, Ибрагим-хаджи в том же полевом дневнике пишет, что в четвертый раз он вступил в пределы Мекки в начале месяца шабан 1183 г.х. (1.08.1184 г.х. = 19.11.1769 г.), т.е. в ноябре 1769 г. При этом он указывает, что «мне уже перевалило за семьдесят лет», но нужно учесть, что год хиджры короче года по григорианскому календарю и тогда ему исполнилось 68 лет.»
Начиная с 1735 и по 1761 годы Ибрагим-хаджи становится кадием общества Гидатль (после него эта должность перешла к его брату Абдурахману, до 1792 года).
С XV века в Дагестане существовало несколько форм правления: феодальные владения, которыми управляли ханы, и вольные общества, во главе которых стояли кадии. Вольные общества были объединены в союзы. Управлялись эти союзы кадием общества или по-другому старшим кадием (кудияв кадий). Это были большие знатоки шариата, самые высокообразованные и авторитетные выходцы из этого союза. Кадий общества на территории своего союза был верховным руководителем, сосредоточившим в своих руках власть светскую, судьи и военачальника. В его обязанность входило управление и регулирование всей хозяйственной и политической жизни в кадийстве, разрешение споров между обществами, они были апелляционной инстанцией, имевшей право на вынесение окончательного решения в случае недовольства решением сельского кадия . 
Для решения важнейших вопросов, как война и мир, заключение союзов с другими союзами или феодальными владениями, пограничные и другие споры кадий общества созывал и руководил сходом всех кадиев союза. Кадию общества принадлежало право сбора воинских сил кадийства, он же возглавлял их при внешней угрозе и во время походов в другие владения.
Эти все обязанности выполнял Ибрагим-хаджи, начиная с 1735 г.
Современники и ученики Ибрагима-хаджи называли его «уникумом эпохи». Он знал 7 языков, в том числе персидский, который мало, кто знал в то время в Дагестане. Ибрагим-хаджи являлся не просто высокообразованным человеком, но очень мудрым и всесторонне развитым, что дает ему возможность прекрасно разбираться в сложившихся ситуациях, находить общий язык с учеными, политиками и влиять на умы людей. Глубина знаний и непререкаемый авторитет ученого были известны на весь Кавказ и Ближний Восток. Он был влиятельной фигурой на политической арене Дагестана и Кавказа. Общеизвестны факты, что к нему за советами по различным сложным вопросам обращался Крымский хан (сохранились подлинники переписки). 16 мая 1748 г в Кахетии состоялась встреча с царем Грузии Ираклием ІІ . В этом регионе, наряду с сильным и опытным Ираклием ІІ ,усилились позиции Аварского нуцальства и Джарской республики, а также Гидатля. «В этой обстановке, осознавая возможность возникновения конфликта интересов, кто-то должен был попытаться наладить диалог между сторонами»
Благодаря усилиям Ибрагима-хаджи и его отца Мухаммад-хаджи, их глубоким и широким знаниям в Гидатле сложился своеобразный «центр ума», мощный центр знаний и наук, который пользовался большим успехом. Из Гидатля в тот период вышло более 100 ученых. Сюда стекались гонцы с вопросами от алимов и правителей, приезжали и писали с соседних округов, с регионов Северного Кавказа, Закавказья и Крымского ханства, чтобы расшифровать трактовку того или иного шариатского закона. Практика того времени была такова: за ответом для сложных вопросов отправлялись в Каир. Но Ибрагиму-хаджи и его отцу удалось заменить в какой-то мере Каир на Гидатль.
После себя Ибрагим-хаджи оставил внушительную библиотеку, которую начал собирать ещё его отец, а Ибрагим-хаджи плодотворно продолжил. Библиотеку чудом удалось сохранить до наших дней. До нас дошло большое количество книг, рукописей и писем Ибрагима-хаджи на арабском языке. «Тематика охватывает много областей знания: жизнеописание Мухаммада, комментарии к Корану, мусульманское право, риторика, грамматика, логика, теория стихосложения, арифметика, ритуал, обряды, оккультные науки. Это самая ранняя библиотека, сохранившаяся в полном объёме». На полях книг его библиотеки современные исследователи находят большое количество комментариев. Впоследствии библиотека перешла к его брату Абдурах!ману(Дарх!а). 
Умер Ибрагим-хаджи в 1770 году во время эпидемии чумы, которая свирепствовала в эти годы в горном Дагестане. Похоронен на сельском кладбище в селе Урада. Там же находится его зиярат (место паломничества).

### Семья
У Мухаммада-хаджи было 5 сыновей: Мухуммад (Ганжадулав), Али, Ибрагим-хаджи, Абдулла и Абдурахман (Дарха).
У Ибрагима-хаджи родилось 3 сына: Мухаммад (Хажиясулав), Абдуллах и Сумалав. Внук Хажиясулава — Мухаммад (сын Исмаила) по одной из версий является отцом имама Дагестана Газимухамада.

### Утверждение шариата
Утверждение шариата (кодекс исламского права) в Гидатле было начато ещё отцом Ибрагима-хаджи — Мухаммадом-хаджи, который среди прочего, был большой знаток исламского права, являлся автором множества фетв по вопросам исламского права. Но уже в 20 лет Ибрагим-хаджи становится помощником отца за отстаивание шариатских норм в обществе. Процесс внедрения шариата проходил тяжело, иногда с кровопролитием. Противостояние было очень сильно, ведь общество столько лет жило по адатному праву, по обычаям, которые вобрали в себя частицы и христианства и язычества. Но благодаря повсеместно открывающимся мадраса и ученым, таким как Мухаммад-хаджи и Ибрагим-хаджи, которые упорно делились своими знаниями и настойчиво пропагандировали институты шариата, в Гидатле к концу 18 века удалось установить шариат, что значительно облегчило, в частности, положение женщин, до того бывшие практически в рабстве, облегчило положение простого народа и многое другое .Он первым в Дагестане издал фетвы(законы), по которым женщине после развода отходила часть имущества. Ведь до этого женщина после развода не могла забрать даже свое приданое.

### Борьба против Надир-шаха
С 1735 года Ибрагим-хаджи начинает уже активнее включаться в общественно-политическую жизнь Дагестана. Его качества прирождённого лидера, умелого организатора и талант военачальника очень пригодились во время нашествия иранского правителя Надир-шаха в 1741 году. Ибрагима-хаджи можно смело назвать главным дагестанским предводителем, организовавших отпор знаменитому иранскому завоевателю, прозванному «грозой Вселенной».
Великий и талантливый иранский правитель Надир-шах трижды, начиная с 1734 года, совершал карательные походы против Дагестана, пытаясь завоевать её, но не мог сломить мужественный народ.
Третий и самый разгромный поход был предпринят иранским шахом в 1741 году. В пределы Дагестана Надир-шах вторгся во главе отборной армии, имевшей колоссальный боевой опыт и испытанных талантливых полководцев. Ведь до этого он успел поработить империю великих моголов, разграбив огромную казну индийских правителей, завоевал Афганистан и создал отдельный полк из воинов-афганцев, которые слыли непревзойденными по храбрости и ловкости солдатами, захватил часть Турции, Ирак , Грузию, Армению, Азербайджан. Все захваченные территории платили дань и поставляли солдат для его армии.
Даже Российская империя фактически капитулировала перед ультиматумом могущественного Надир-шаха. Русский резидент при персидском дворе И. П. Калушкин сообщал: « Шах Надир польщения свои на Россию не оставляет…, ударит на Кизляр, идти не только до Астрахани, но и до Царицына» . И в 1735 году Россия выполнила все его условия, передав, завоеванные Петром І, земли вдоль Каспия иранскому шаху и передвинула свои границы к Кизляру. В 1735—1738 годах полчища иранцев захватили южный и низменный Дагестан.
Для Надир-шаха оставался последний бастион — горный Дагестан. Про это очень верно заметил английский историк Л.Локкарт: «Пока Авария остается непокоренной, ключ к Дагестану вне досягаемости Надир-шаха». Перед своим выступлением шах сделал заявление «Я взял под свою власть Хиндустан, земли Турана и Ирана. А теперь я пожелал с огромным бесчисленным войском вступить в царство Кумух и сделать новое клеймо на этой стране. От такого клейма огонь пойдет по всему миру». Численность армии Надир-шаха при вступлении в Дагестан летом 1741 года составляла более 100 тысяч человек. В середине августа 1741 года, озлобленный упорством дагестанцев и сжигая дотла непокорные села, встречающиеся на пути, полчища иранского шаха подходят к горам Андалала. Так он пытался нагнать страх на горские народы. Но чем больше зверствовал шах, тем сильнее было сопротивление. Последней каплей, переполнившей чашу терпения горного Дагестана, стало убийство дагестанских послов с письмами от Ибрагима-хаджи, где он призывал иранского шаха отказаться от идеи вести ненужную войну с мусульманами.
Персидская армия многократно превышала ополчение дагестанцев. В этой тяжелой обстановке Ибрагим-хаджи развернул чрезвычайную активность для организации сопротивления завоевателям и прежде всего занялся сбором ополчения из всех аварских общин. Ко всем обществам были посланы обращения, где он убеждал в необходимости активного противодействия агрессору (было много сомневающихся, ведь персы тоже мусульмане) и важности единения всех союзов обществ. В обращениях и посланиях он давал четкие и бескомпромиссные ответы и заявлял, что эта борьба является долгом каждого дагестанца, сообщал о том, что он сам и население его родного края намерены выступить навстречу шаху и сражаться с ним, и призывал другие джамааты объединиться в борьбе с единым врагом . Али Каяев указывал на то, что он был «мужественным предводителем войска, искусным политиком, управлявшим народом и приводившим в порядок их дела». И в сентябре 1741 года Ибрагиму-хаджи с помощью других влиятельных лиц из различных обществ удалось собрать к месту решающего сражения ополчение со всего Нагорного Дагестана. В краткие сроки были построены оборонительные сооружения и подготовлены различные засады и ловушки. Горцы ожесточенно оборонялись. Битва шла несколько суток. В итоге, осенью 1741 года отрядам горцев все же удалось переломить ход битвы, начать наступление и полностью сломать хребет военной машине Надир-шаха. Иранская армия была разбита, а сам шах позорно бежал с поля сражения. Российский историк И. В. Курукин на основе архивных источников писал, что «поход в Аварию осенью 1741 года закончился небывалым поражением: шах потерял половину своей армии. Российский резидент был свидетелем того, как в октябре под Дербентом Надир плакал от злости». В 1741 году произошла поистине всеобщая победа, завоеванная горцами со всех областей. После победы горцев ликовали не только в Дагестане, сообщалось, что « в Стамбуле давали салюты. В Петербурге не могли скрыть радость и облегчение», так как Надир-шах был большой угрозой для этих империй.
Если в масштабах Дагестана Ибрагим-хаджи был известен как великий ученый и кадий Гидатля, то в арабском мире и на Востоке получил широкую известность, как успешный организатор и предводитель Горного Дагестана, организовавшего разгром Надир-шаха.

### 1748—1770 годы
С 1748 по 1759 году Ибрагим-хаджи активно участвовал в претворении важнейшей для себя цели — формировании союза Гидатля, Аварского нуцальства и Джарской республики.
Ибрагиму-хаджи удалось прекратить длившееся с 1510 года конфронтацию между Гидатлем и Аварским нуцальством и заключить прочный союз .
К концу 1750 года Ибрагим-хаджи, сумев нейтрализовать угрозы от Надир-шаха и его бывшего вассала Ираклия ІІ, сумел обеспечить относительный мир и безопасность для Горного Дагестана и он начал постепенно отходить от общественно-политической деятельности и фактически передает функции кадия Гидатля в руки младшего брата Абдурахмана(Дарх!а) и в 1761 году отправляется в 3-й хадж, а по возвращении, в 1762 году, он останавливается в Джаре. Ибрагим-хаджи часто и надолго задерживался в Джаре, потому как был дружен с представителями элиты Джара, принимал деятельное участие в общественно-политической жизни республики и оказывал огромное влияние в деле сохранения независимости этого края.